# Euplexia saldanhana
Euplexia saldanhana är en fjärilsart som beskrevs av Embrik Strand 1921. Euplexia saldanhana ingår i släktet Euplexia och familjen nattflyn. Inga underarter finns listade i Catalogue of Life.